# Bündelangebot
Unter einem Bündelangebot (auch englisch Bundle) oder Set versteht man das gemeinsame, zu einem Paket zusammengefasste Angebot mehrerer Produkte oder Dienstleistungen, wobei dem Kunden ein Preisvorteil gegenüber der Abnahme der einzelnen Produkte bzw. Dienstleistungen gewährt oder suggeriert wird. 
Es kann sich dabei beispielsweise um eine Bündelung eines Produkts mit passender Erweiterung handeln, beispielsweise eine nicht mehr aktuelle Software mit einer Aktualisierung oder einem Add-on. Ein weiteres Beispiel ist etwa die Kombination einer neuen Grafikkarte mit Computerspielen mit spektakulären Grafikeffekten, um die Leistung der Karte zu demonstrieren, oder auch die Kombination verschiedener Programme unterschiedlicher Stärken und Schwerpunkte. Häufig findet sich die Kombination von Kaufgeschäften mit Dauerschuldverhältnissen. Die Bezeichnung findet insbesondere im Telekommunikationssektor häufig Verwendung (beispielsweise in Verbindung mit Komplettanschlüssen und Triple Play) und kann daher als Verkehrssitte angesehen werden.
Abzugrenzen ist diese Form des Angebotes vom Naturalrabatt. Der Gegensatz ist die Entbündelung.